# 1. Fußball-Club Saarbrücken 1963-1964
Questa voce raccoglie le informazioni riguardanti il 1. Fußball-Club Saarbrücken nelle competizioni ufficiali della stagione 1963-1964.

## Stagione
Nella stagione 1963-1964 il Saarbrücken, allenato da Helmut Schneider, concluse il campionato di Bundesliga al 16º posto. In Coppa di Germania il Saarbrücken fu eliminato ai quarti di finale dal Monaco 1860.

## Rosa
| N. |                     | Ruolo | Calciatore          |
| -- | ------------------- | ----- | ------------------- |
|    | Germania (bandiera) | P     | Volker Danner       |
|    | Germania (bandiera) | P     | Dieter Haßdenteufel |
|    | Germania (bandiera) | D     | Hans-Günter Grund   |
|    | Germania (bandiera) | D     | Werner Hesse        |
|    | Germania (bandiera) | D     | Albert Port         |
|    | Germania (bandiera) | D     | Horst Remark        |
|    | Germania (bandiera) | D     | Erich Rohe          |
|    | Germania (bandiera) | D     | Heinz Steinmann     |
|    | Germania (bandiera) | C     | Hans-Dieter Diehl   |

| N. |                     | Ruolo | Calciatore         |
| -- | ------------------- | ----- | ------------------ |
|    | Germania (bandiera) | C     | Manfred Klein      |
|    | Germania (bandiera) | C     | Werner Rinas       |
|    | Germania (bandiera) | A     | Werner Hölzenbein  |
|    | Germania (bandiera) | A     | Dieter Krafczyk    |
|    | Germania (bandiera) | A     | Erich Maas         |
|    | Germania (bandiera) | A     | Karl Meng          |
|    | Germania (bandiera) | A     | Friedel Reuther    |
|    | Germania (bandiera) | A     | Rainer Schönwälder |
|    | Germania (bandiera) | A     | Heinz Vollmar      |

## Organigramma societario
Area tecnica
- Allenatore: Helmut Schneider
- Allenatore in seconda:
- Preparatore dei portieri:
- Preparatori atletici:

## Calciomercato

### Sessione estiva
| Acquisti | Acquisti          | Acquisti           | Acquisti |
| R.       | Nome              | da                 | Modalità |
| -------- | ----------------- | ------------------ | -------- |
| A        | Werner Hölzenbein | Coblenza           |          |
| C        | Werner Rinas      | Hamborn 07         |          |
| D        | Heinz Steinmann   | Schwarz-Weiß Essen |          |

| Cessioni | Cessioni            | Cessioni            | Cessioni |
| R.       | Nome                | a                   | Modalità |
| -------- | ------------------- | ------------------- | -------- |
| D        | Klaus Fritzinger    | Saar 05             |          |
| D        | Werner Prauss       | TuS Herrensohr 1902 |          |
| D        | Wolfgang Schwierzke | Werder Brema        |          |

## Risultati

### Bundesliga

#### Girone di andata
| Arbitro: | Kreitlein |

|  |           |                        |
|  | Marcatori | 22’ Overath 43’ Müller |

| Arbitro: | Baumgärtel |

|                                 |           |                   |
| Dörfel 45’, 55’, 78’ Seeler 70’ | Marcatori | 29’, 37’ Krafczyk |

| Arbitro: | Kandlbinder |

|                      |           |                             |
| Schönwälder 48’, 57’ | Marcatori | 43’ Gerwien 72’ (rig.) Moll |

| Arbitro: | Sparing |

|                         |           |              |
| Wosab 78’ Konietzka 82’ | Marcatori | 18’ Krafczyk |

| Arbitro: | Malka |

|                                 |           |                                                   |
| Meng 16’ Krafczyk 20’ Hesse 78’ | Marcatori | 42’ Wild 43’, 63’ Strehl 83’ Müller 90’ Dachlauer |

| Arbitro: | Weyland |

|                              |           |                 |
| Höller 12’, 60’ Zipperer 89’ | Marcatori | 71’ Schönwälder |

| Arbitro: | Ott |

|                       |           |                                          |
| Rinas 11’ Vollmar 42’ | Marcatori | 38’, 62’ Reitgassl 66’ Richter 69’ Prins |

| Arbitro: | Handwerker |

|                              |           |                      |
| Krämer 33’, 50’ Versteeg 72’ | Marcatori | 21’ (aut.) Heidemann |

| Arbitro: | Treichel |

|              |           |                            |
| Krafczyk 87’ | Marcatori | 42’ Geisert 51’, 86’ Stark |

| Arbitro: | Schulenburg |

|                                                                       |           |           |
| Kraus 42’, 72’, 84’ Küppers 65’ Grosser 66’ Heiß 75’ Brunnenmeier 78’ | Marcatori | 37’ Rinas |

| Arbitro: | Riegg |

|              |           |            |
| Krafczyk 38’ | Marcatori | 18’ Rummel |

| Arbitro: | Pooch |

|                               |           |                       |
| Beyer 22’ Faeder 53’ Rühl 88’ | Marcatori | 11’ Reuther 38’ Rinas |

| Arbitro: | Niemeyer |

|  |           |                                   |
|  | Marcatori | 12’, 85’ Krafczyk 52’ Schönwälder |

| Arbitro: | Schmidt |

|  |           |                                |
|  | Marcatori | 4’, 72’, 88’ Solz 30’ Trimhold |

| Arbitro: | Kreitlein |

|                                  |           |                |
| Matischak 48’, 55’, 56’ Berz 74’ | Marcatori | 84’ Hölzenbein |

#### Girone di ritorno
| Arbitro: | Handwerker |

|            |           |                               |
| Müller 14’ | Marcatori | 27’, 32’ Schönwälder 38’ Meng |

| Arbitro: | Sparing |

|              |           |            |
| Krafczyk 54’ | Marcatori | 78’ Seeler |

| Arbitro: | Fischer |

|                                 |           |            |
| Wuttich 5’ Moll 55’, 72’ (rig.) | Marcatori | 2’ Vollmar |

| Arbitro: | Tschenscher |

|                        |           |              |
| Rinas 78’ Krafczyk 81’ | Marcatori | 62’ Emmerich |

| Arbitro: | Niemeyer |

|                            |           |  |
| Strehl 29’ (rig.) Wild 72’ | Marcatori |  |

| Arbitro: | Thier |

|  |           |            |
|  | Marcatori | 83’ Höller |

| Arbitro: | Riegg |

|                          |           |                                                       |
| Reitgassl 2’ Neumann 56’ | Marcatori | 17’, 57’ Schönwälder 38’ Krafczyk 82’ (aut.) Gawletta |

| Arbitro: | Handwerker |

|  |           |                       |
|  | Marcatori | 18’ Lotz 82’ Versteeg |

| Arbitro: | Schulenburg |

|                    |           |                      |
| Stark 66’ Wild 83’ | Marcatori | 14’, 22’ Schönwälder |

| Arbitro: | Regely |

|             |           |                            |
| Vollmar 51’ | Marcatori | 8’ Auernhammer 81’ Luttrop |

| Arbitro: | Kreitlein |

|                         |           |              |
| Bockisch 33’ Rummel 46’ | Marcatori | 25’ Krafczyk |

| Arbitro: | Sparing |

|                                       |           |  |
| Schönwälder 11’ Krafczyk 29’ Maas 38’ | Marcatori |  |

| Arbitro: | Fischer |

|                                            |           |               |
| Hesse 43’ (rig.) Steinmann 78’ Reuther 85’ | Marcatori | 73’, 87’ Soya |

| Arbitro: | Weyland |

|                        |           |              |
| Solz 7’ Kraus 42’, 43’ | Marcatori | 35’ Krafczyk |

| Arbitro: | Betz |

|          |           |               |
| Meng 45’ | Marcatori | 80’ Matischak |

### Coppa di Germania
| Arbitro: | Seiler |

|                                                                              |           |            |
| Clausen 6’ (aut.) Rinas 19’, 63’ Hesse 45’ (rig.) Hölzenbein 67’ Vollmar 75’ | Marcatori | 65’ Geßler |

| Arbitro: | Baumgärtel |

|                     |           |           |
| Rinas 21’ Rohe 104’ | Marcatori | 63’ Brase |

| Arbitro: | Zimmermann |

|                  |           |                           |
| Hesse 14’ (rig.) | Marcatori | 15’ Grosser 23’, 57’ Heiß |

## Statistiche

### Statistiche di squadra
| Competizione      | Punti | In casa | In casa | In casa | In casa | In casa | In casa | In trasferta | In trasferta | In trasferta | In trasferta | In trasferta | In trasferta | Totale | Totale | Totale | Totale | Totale | Totale | DR  |
| Competizione      | Punti | G       | V       | N       | P       | Gf      | Gs      | G            | V            | N            | P            | Gf           | Gs           | G      | V      | N      | P      | Gf     | Gs     | DR  |
| ----------------- | ----- | ------- | ------- | ------- | ------- | ------- | ------- | ------------ | ------------ | ------------ | ------------ | ------------ | ------------ | ------ | ------ | ------ | ------ | ------ | ------ | --- |
| Bundesliga        | 17    | 15      | 3       | 4       | 8       | 20      | 31      | 15           | 3            | 1            | 11           | 24           | 41           | 30     | 6      | 5      | 19     | 44     | 72     | -28 |
| Coppa di Germania | -     | 3       | 2       | 0       | 1       | 9       | 5       | 0            | 0            | 0            | 0            | 0            | 0            | 3      | 2      | 0      | 1      | 9      | 5      | +4  |
| Totale            | 17    | 18      | 5       | 4       | 9       | 29      | 36      | 15           | 3            | 1            | 11           | 24           | 41           | 33     | 8      | 5      | 20     | 53     | 77     | -24 |

### Andamento in campionato
| Giornata  | 1  | 2  | 3  | 4  | 5  | 6  | 7  | 8  | 9  | 10 | 11 | 12 | 13 | 14 | 15 | 16 | 17 | 18 | 19 | 20 | 21 | 22 | 23 | 24 | 25 | 26 | 27 | 28 | 29 | 30 |
| --------- | -- | -- | -- | -- | -- | -- | -- | -- | -- | -- | -- | -- | -- | -- | -- | -- | -- | -- | -- | -- | -- | -- | -- | -- | -- | -- | -- | -- | -- | -- |
| Luogo     | C  | T  | C  | T  | C  | T  | C  | T  | C  | T  | C  | T  | T  | C  | T  | T  | C  | T  | C  | T  | C  | T  | C  | T  | C  | T  | C  | C  | T  | C  |
| Risultato | P  | P  | N  | P  | P  | P  | P  | P  | P  | P  | N  | P  | V  | P  | P  | V  | N  | P  | V  | P  | P  | V  | P  | N  | P  | P  | V  | V  | P  | N  |
| Posizione | 14 | 15 | 14 | 14 | 15 | 16 | 16 | 16 | 16 | 16 | 16 | 16 | 16 | 16 | 16 | 16 | 16 | 16 | 16 | 16 | 16 | 16 | 16 | 16 | 16 | 16 | 16 | 16 | 16 | 16 |

Legenda:

Luogo: C = Casa; T = Trasferta. Risultato: V = Vittoria; N = Pareggio; P = Sconfitta.

### Statistiche dei giocatori
| Giocatore       | Bundesliga | Bundesliga | Bundesliga  | Bundesliga | Coppa di Germania | Coppa di Germania | Coppa di Germania | Coppa di Germania | Totale   | Totale | Totale      | Totale     |
| Giocatore       | Presenze   | Reti       | Ammonizioni | Espulsioni | Presenze          | Reti              | Ammonizioni       | Espulsioni        | Presenze | Reti   | Ammonizioni | Espulsioni |
| --------------- | ---------- | ---------- | ----------- | ---------- | ----------------- | ----------------- | ----------------- | ----------------- | -------- | ------ | ----------- | ---------- |
| V. Danner       | 25         | 0          | 0           | 0          | 3                 | 0                 | 0                 | 0                 | 28       | 0      | 0           | 0          |
| H. Diehl        | 21         | 0          | 0           | 0          | 1                 | 0                 | 0                 | 0                 | 22       | 0      | 0           | 0          |
| H. Grund        | 1          | 0          | 0           | 0          | 0                 | 0                 | 0                 | 0                 | 1        | 0      | 0           | 0          |
| D. Haßdenteufel | 5          | 0          | 0           | 0          | 0                 | 0                 | 0                 | 0                 | 5        | 0      | 0           | 0          |
| W. Hesse        | 27         | 2          | 0           | 1          | 3                 | 2                 | 0                 | 0                 | 30       | 4      | 0           | 1          |
| W. Hölzenbein   | 5          | 1          | 0           | 0          | 1                 | 1                 | 0                 | 0                 | 6        | 2      | 0           | 0          |
| M. Klein        | 19         | 0          | 0           | 0          | 3                 | 0                 | 0                 | 0                 | 22       | 0      | 0           | 0          |
| D. Krafczyk     | 28         | 14         | 0           | 0          | 0                 | 0                 | 0                 | 0                 | 28       | 14     | 0           | 0          |
| E. Maas         | 21         | 1          | 0           | 0          | 3                 | 0                 | 0                 | 0                 | 24       | 1      | 0           | 0          |
| K. Meng         | 14         | 3          | 0           | 0          | 0                 | 0                 | 0                 | 0                 | 14       | 3      | 0           | 0          |
| A. Port         | 13         | 0          | 0           | 0          | 2                 | 0                 | 0                 | 0                 | 15       | 0      | 0           | 0          |
| H. Remark       | 13         | 0          | 0           | 0          | 1                 | 0                 | 0                 | 0                 | 14       | 0      | 0           | 0          |
| F. Reuther      | 10         | 2          | 0           | 0          | 1                 | 0                 | 0                 | 0                 | 11       | 2      | 0           | 0          |
| W. Rinas        | 26         | 4          | 0           | 0          | 3                 | 3                 | 0                 | 0                 | 29       | 7      | 0           | 0          |
| E. Rohe         | 25         | 0          | 0           | 0          | 3                 | 1                 | 0                 | 0                 | 28       | 1      | 0           | 0          |
| R. Schönwälder  | 24         | 11         | 0           | 0          | 3                 | 0                 | 0                 | 0                 | 27       | 11     | 0           | 0          |
| H. Steinmann    | 30         | 1          | 0           | 0          | 3                 | 0                 | 0                 | 0                 | 33       | 1      | 0           | 0          |
| H. Vollmar      | 23         | 3          | 0           | 0          | 3                 | 1                 | 0                 | 0                 | 26       | 4      | 0           | 0          |